# Crime Life: Gang Wars
Crime Life: Gang Wars, в России издавалась под названием «Crime Life: Уличные Войны» — компьютерная игра в жанре action, разработанная Hothouse Creations (является последней игрой студии), издаваемая Konami. Игра представляет собой симуляцию гангстерских войн, геймплей которой завязан на уличных боях между многочисленными членами различных группировок. В игре присутствует более 25 сюжетных миссий и множество дополнительных заданий, характерных для открытого мира (захват территорий и т. д.). Саундтрек игры был написан такими исполнителями, как: D12, Dame, Dek The Raw, Doom Man, Doppeldecker, Frattelli B, Guvnor P, Leif & Direkt, Mnemonic, PHEAR, Pyro, Ryu, Seyi, Spax, Styblik, T-Baby.
Несмотря на большое количество треков, некоторые из них в течение игры нигде не активируются, но любой игровой трек всегда можно включить в меню игры. Также в игре есть бонусные материалы, для открытия которых необходимо выполнить некоторые действия в игре: интервью с участниками D12 и концепт-арты.

## Сюжет
Действие игры происходит в вымышленном городе Гранд Централ Сити, который охвачен беспорядками из-за безудержных бандитских войн. Главный герой Тре — новичок «Неприкасаемых» , которые когда-то были самой могущественной бандой в городе, но теперь им угрожает конкурирующая банда, известная как «Головорезы». Задача Тре состоит в том, чтобы вернуть «Неприкасаемым» их былую славу. Банда также сталкивается с полицией, а также с еще двумя конкурирующими бандами, KYC и Pogue Mahones.
Обнаружив, что лидер «Неприкасаемых», Большой Пёс планирует бросить их, чтобы присоединиться к «Головорезам», Тре нападает и убивает его и занимает его место в качестве главы банды. История заканчивается тем, что Тре убивает каждого «Головореза», включая их лидера. Банда казнит и начальника полиции. Игра заканчивается неоднозначно. Во время последнего боя Тре был смертельно ранен с близкого расстояния, но когда прибывает полиция, его тело исчезает, что указывает на то, что он, возможно, выжил.

## Игровой процесс
Подобно серии GTA, игра является экшеном от 3 лица. Основной упор в игре делается на драки. Практически в каждом задании приходится с кем-нибудь драться. Боевая система представляет собой два удара (быстрый, но слабый и медленный, но сильный), захват, спецприём, жестокий приём, блок, добивание и состояние ярости. Спецприём и жестокий приём расходуют энергию, которая заполняется в процессе боя. Добивание можно выполнить, когда у противника остаётся мало здоровья. Состояние ярости можно активировать, когда будет заполнена шкала ярости. В этом состоянии у Тре увеличивается скорость бега, а также скорость и сила атаки. В игре есть напарники, управляемые искусственным интеллектом. Их поведение определяется простым набором команд. В игре присутствует и огнестрельное оружие (хоть и презентуют его почти под самый конец игры). В игре присутствует полиция, которая хоть и не реагирует на войну банд, но будет преследовать игрока за другие правонарушения.

## Критика
| Сводный рейтинг | Сводный рейтинг |
| Агрегатор       | Оценка          |
| --------------- | --------------- |
| GameRankings    | 32,25 %         |

Игра была негативно встречена критиками. В основном критиковали слабую для 2005 года графику и неудобную камеру. Metacritic оценил XBOX версию на 30 баллов из 100, PS2 версия получила 35 баллов, а PC версию критики обошли стороной. Так как в России игра издавалась двумя годами позднее, её просто не заметили.